# Cura de continguts

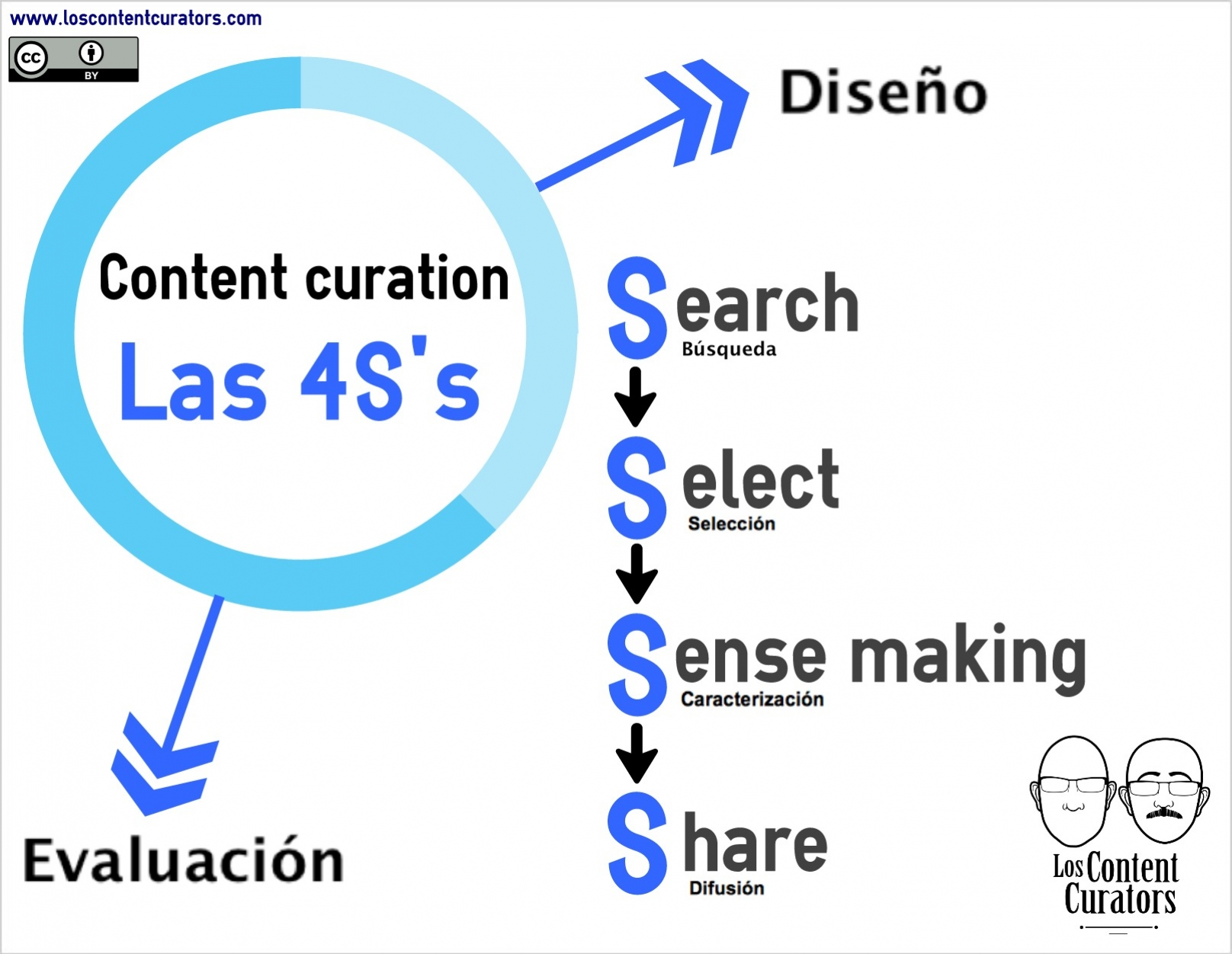
Mètode Las 4S's Content Curation. Javier Guallar, Javier Leiva-Aguilera

Cura de continguts és la traducció validada del terme anglès content curation. Ha estat encunyat per professionals del món del màrqueting, encara que actualment ha estat adoptat per altres camps. Fa referència a l'activitat consistent en la selecció i difusió (curation) de contingut (content) a la web o per a una comunitat virtual determinada.

## Concepte
Es tracta d'una nova tendència que ha sorgit en el si de les estratègies de màrqueting de continguts que les empreses han incorporat, recentment, als seus plans de màrqueting dels mitjans socials i del màrqueting per internet en general. Aquestes estratègies tenen per finalitat fer que la informació que aporten els llocs web, disparada amb la consulta a través dels cercadors, vagi adquirint valor pels seus continguts. De manera que els usuaris adquireixin experiències de màxima qualitat mentre "naveguen" per Internet, en la seva incessant cerca d'informació.
Amb el temps, la diversitat d'internet ha fet que la curació de continguts s'adoptés com una metodologia susceptible de ser aplicada a altres camps. Propulsada per la curiositat, l'audàcia, la diversió i el maneig convergent de diferents disciplines, la curació de continguts s'ha convertit en una de les anomenades "professions invisibles" que han emergit amb la cultura de la interacció. En l'actualitat el curador de continguts, traducció validada del terme content curator, és un perfil professional molt buscat i amb una gran projecció, que consisteix en l'aplicació del "pensament algorítmic" per a la cerca, selecció, classificació, organització i orientació de continguts en funció d'objectius empresarials, però també institucionals i socials.
Tanmateix, però, la curació de continguts no és un fenomen nou. Històricament, museus i galeries d'art han utilitzat aquesta tècnica per a seleccionar i exposar les seves obres de la forma més ordenada i categoritzada possible. A l'hora de les exposicions, per exemple, és la tasca que desenvolupa el comissari de l'exposició, en anglès curator.També és d'alguna manera la feina que duu a terme el DJ d'una radio, per exemple, seleccionant les cançons o les parts seves que se sentiran per antena. I encara està més relacionat amb la tasca de molts periodistes consistent en seleccionar notícies i fonts d'informació.

## Història
L'origen de l'expressió se sol situar en un article de Rohit Barghava del 2009. Aquest article és un manifest on es destaca que davant el creixement continu de la informació a internet i el fet que els sistemes automatitzades difícilment poden localitzar continguts de qualitat, calen uns professionals que han de ser experts no en crear més continguts, sinó en trobar, filtrar i compartir continguts de qualitat rellevants per als seus usuaris/clients. La seva definició del curador de continguts recollida en el mateix manifest diu que és algú que troba, agrupa, organitza i comparteix contínuament el millor i més rellevant contingut sobre un tema en línia.
Molts altres autors han aportat les seves definicions. Per exemple: Dolors Reig, l'empresa Curata, Beth Kanter, Steven Rosenbaum; i Guallar i Leivaentre d'altres.
La seva relació amb el camp de la Biblioteconomia i Documentació és més que evident i no està exenta de controvèrsia, al considerar-se que la seva tasca podia ja estar inclosa dins de les del bibliotecari-documentalista. L'ús de les xarxes socials i la necessitat d'unes habilitats pròpies de la comunicació li atorgarien una nova perspectiva. Així mateix també es mostra efectiu dins l'àmbit de la vigilància tecnològica i la intel·ligència competitiva
Cal mencionar a més que en el món científic també existeix una figura molt similar que és la vinculada a la conservació i gestió de les dades d'investigació. En anglès són coneguts com els data curators o digital curators.. Finalment en l'actualitat també se'n sent a parlar dins l'àmbit de l'educació i està cobrant molta força en el de l'elaboració de la marca personal en línia o reputació digital.

## Metodologia
Bàsicament la metodologia de la cura de continguts tindria tres grans apartats: filtratge, anàlisi i distribució de la informació sobre un tema. Dins de les diverses propostes que presenten els autors d'aquest àmbit es podrien escollir com a mostra la de Rohit Barghava, la de Robin Good, la d'Eva Sanagustín o el mètode de les 4S de Guallar i Leiva.
Prenent aquest darrer com a exemple el procediment s'estructuraria en quatre apartats:
- Cerca (search) de la informació generalment excessiva i desordenada que presenta internet sobre un tema
- Selecció (select) d'allò que és realment rellevant per al propòsit de la cura
- Caracterització (sense making) del contingut seleccionat sota els criteris que marqui la forma de fer del curador
- Difusió (share) del resultat final de forma intel·ligent, per canals adequats i potenciant la vinculació amb l'audiència

A aquestes quatre fases cal afegir dues més: una prèvia de disseny i una posterior d'avaluació
De totes les fases és la de caracterització la que aporta més valor afegit i fa palesa més clarament la feina del curador de continguts.
Per dur a terme la caracterització hi ha diferents tècniques. Per exemple: extractar, retitular, resumir, citar, fer una mena de guió il·lustrat (storyboarding) i paral·lelitzar.

## Eines
Existeixen en l'actualitat nombroses eines que faciliten la curació de continguts i que posen aquesta disciplina a la disposició de qualsevol que tingui interès a posar-la en pràctica. Relacionant-les amb cada una de les quatre fases anteriors podríem mencionar les eines següents:
- Cerca. Les tècniques més usuals són les alertes, el seguiment via RSS i el monitoratge de les xarxes socials. Es poden dur a terme amb eines com: Google alerts, Talkwalkeralerts, Feedly, Twitter, Hootsuite, TweetDeck
- Selecció. Es necessiten eines de suport com: Delicious, Pocket, Twitter
- Caracterització. Hi ha diversitat de tècniques: la cura en temps real (real time curation) i la cura en mitjans socials, ja sigui per llistes, repertoris temàtics, articles o blogs i narracions o esdeveniments. Aquí destaquen: Wordpress, Scoop.it, Pinterest, List.ly, Twitter, Storify, Paper.li
- Difusió. Pot ser des de la mateixa plataforma on s'ha fet la caracterització o des d'on es té presència o fent servir les eines d'automatització de la difusió. En aquest apartat sobresurten: Twitter, Facebook, LinkedIn, Google+, Pinterest, Hootsuite, Correu electrònic.

A manera d'exemple es poden mencionar productes de cura de continguts que empren aquestes eines i es podrien considerar com a representatius:
- Per a Scoop,it: Content curation world de Robin Good.
- Per als blogs: Brain Pickings de Maria Popova.
- Per a Pinterest: Technology readings d'Enrique Dans.
- Per a Storify: Content News M11 A15 d'Eva Sanagustín.
- Per a Twitter: 21 ejemplos de tuitear con sense makingde Los Content Curators.